# 迪亞爾低地
迪亞爾低地是在土星的衛星恩克拉多斯表面上相對來說沒有坑洞的地形之一。這個地點的中心位置在北緯0.5°，西經239.7°，大約311公里的橫斷面。
來自航海家2號的影像不足以解析出迪亞爾低地是否是恩克拉多斯的山脊平原的一部份（Kargel and Pozio 1996），或是平滑的平原（Rothery 1999），但被認為是在土衛二上最年輕的地形。最近來自 卡西尼 太空船的高解析度影像顯示迪亞爾是一個相對來說較低的地區，有南-北走向的山脊，一些較年輕的裂隙沿著相同的方向切割過平原，在迪亞爾只發現少量的撞擊坑，證明這個區域是年輕的地形。
迪亞爾低地的東方和北方與溝槽地形的哈爾蘭溝為界。在薩藍迪普低地和撒馬爾罕溝之間也有相似的空間關係，迪亞爾低地和哈爾蘭溝的形成之間似乎是有關聯的。
迪亞爾低地的名稱來自於一千零一夜中的庫達達德的父親所掌管的國家。